# 史宇之
史宇之（1216年—1293年），字子发，慶元府鄞县（今浙江省宁波市鄞州区）人，南宋政治人物，宰相史弥远的幼子。

## 生平
绍定六年（1233年），赐进士出身，官至兵部尚书、观文殿学士、正奉大夫。“有政声”。
紹定五年，被吏部选中，初任寶章閣修撰，后任右文殿修撰，“奉右神祠，除將作少監，賜同進士出身，遷樞密副都承旨”。后来被授职沿海制置使參議官，累迁兵部尚書，以煥章閣學士出任紹興府知府；并任有浙東安撫使，治理有方，获好评，升迁为徽猷閣學士。
不久出任工部尚書，拜为端明殿學士。“進資政殿大學士，出知建寧，終知寧國”。後降元保命
至元三十年，卒，享年七十九岁。

## 遗迹
今浙江省宁波市东钱湖镇横街金夹岙史宇之墓道石刻。